# Краснослобідська волость (Путивльський повіт)
Краснослобідська волость — адміністративно-територіальна одиниця Путивльського повіту Курської губернії.
Станом на 1880 рік складалася з 8 поселень, 12 сільських громад. Населення — 3572 особи (1778 чоловічої статі та 1794 — жіночої), 517 дворових господарств.
|                     | Площа, десятин | У тому числі орної, дес. |
| ------------------- | -------------- | ------------------------ |
| Сільських громад    | 2541           | 2183                     |
| Приватної власності | 3536           | 2025                     |
| Іншої власності     | 81             | 29                       |
| Загалом             | 6158           | 4237                     |

Найбільші поселення волості:
- Красна Слобода — колишнє власницьке та державне село при річці Чаша за 12 верст від повітового міста, 1064 особи, 160 дворів, православна церква, школа, 2 лавки. За 5 верст — постоялий двір. За версту — залізнична станція Красна.
- Вшивка — колишнє власницьке село при озері Святому, 698 осіб, 99 дворів.